# 直鼻亜目
直鼻亜目（ちょくびあもく、Haplorhini）は、哺乳綱霊長目に分類される亜目。

鼻腔がまっすぐで鼻孔が前方ないし下方を向いており、これは、鼻腔が屈曲して鼻孔が左右を向いている曲鼻亜目との相違点である。また、直鼻亜目は曲鼻亜目と違い、L-グロノラクトンオキシダーゼ（ビタミンC合成酵素）の活性が失われているためビタミンCを合成することができない。直鼻亜目と曲鼻亜目の分岐と同時期の6300万年前にこの酵素活性が失われている。ビタミンCは強い抗酸化物質であるが、進化の過程で摂食により補給できるようになったと考えられる。そのため摂食できない時の一時的代替としてこれも強い抗酸化物質である尿酸が使われる。ヒト上科では、さらに尿酸を分解する尿酸オキシダーゼの活性も失われており、これはヒト科の動物にとって有利な進化であったとの考え方もある。
曲鼻亜目の種には夜行性のものが多いが、直鼻亜目ではメガネザル下目と広鼻猿類の一部（ヨザル科）を除き、昼行性である。

## 分類
学名Haplorhiniは、古代ギリシャ語で「単一の・単純な」の意があるhaploosと「鼻」の意があるrhisに由来する。和名は単鼻類と直訳されることもあったが、1989年に「曲鼻類」に対応して直鼻類と訳されるようになった。
1918年に記載され、1812年に既に記載されていたStrepsirrhiniと併せて霊長目を2分割する分類として用いられたが、当時は亜目ではなかった。1953年にも霊長目を直鼻類と曲鼻類に2分割する説が採用されたものの当時は定着しなかったが、1980年代以降になると採用される機会が増えるようになった。
以下の分類・和名は、日本モンキーセンター霊長類和名リスト（2018）に従う。ただし下目の和名については川田ら(2018)に従った。
- 真猿型下目 Simiiformes
  - 狭鼻小目 Catarrhini
    - オナガザル上科 Cercopithecoidea
      - オナガザル科 Cercopithecidae

    - ヒト上科 Hominoidea
      - ヒト科 Hominidae
      - テナガザル科 Hylobatidae

  - 広鼻小目 Platyrrhini
    - オマキザル上科 Ceboidea
      - クモザル科 Atelidae
      - オマキザル科 Cebidae

    - サキ上科 Pithecioidea
      - サキ科 Pitheciidae
- メガネザル型下目 Tarsiiformes
  - メガネザル科 Tarsiidae